# Ommatissopyrops lusitanicus
Ommatissopyrops lusitanicus is een vlinder uit de familie Epipyropidae. De wetenschappelijke naam is voor het eerst geldig gepubliceerd in 1998 door Bivar de Sousa & Quartau.
De soort komt voor in Europa.